# Jacques-Étienne Bovard
 (décembre 2024).
Jacques-Étienne Bovard, né à Morges le 17 novembre 1961, est un écrivain, enseignant et critique littéraire vaudois.

## Biographie
Jacques-Étienne Bovard fait des études de lettres, puis enseigne le français au gymnase de la Cité à Lausanne. Il travaille également comme critique littéraire au Nouveau Quotidien.
D'inspiration réaliste, ses premières œuvres font place également au lyrisme, au pamphlet et à la satire. Il a publié des recueils de nouvelles : Aujourd'hui, Jean, Nains de jardin, ainsi que trois autres romans La griffe, pour lequel il obtient le Prix de la Bibliothèque pour tous en 1993 ainsi que le Prix littéraire Lipp-Genève, pour Demi-sang suisse et Les beaux sentiments. Il obtient également le prix Rambert 1995 pour Demi-sang suisse paru aux éditions Campiche.

## Œuvres
- Aujourd'hui, Jean, nouvelles, Lausanne, 1982
- La Venoge, récit, 1988
- L'été du lac, Lausanne, 1988
- Porter sa croix, suivi de, Aujourd'hui, Lausanne, 1988
- Mystère et transcendance dans "La Sibylle" et "L'Été des sept-dormants" de Jacques Mercanton, essai critique, Lausanne, 1991
- La Griffe, roman, Yvonand, 1992, traduction allemande par Markus Hediger : Warum rauchen Sie, Monsieur Grin?, Basel 1996
- Demi-sang suisse, roman, Orbe, 1994, traduction allemande par Gabriela Zehnder : Der Nebelreiter, Zürich 2002
- Une Pinte de bon sang, nouvelle, Yvonand, 1995
- Nains de jardin, Yvonand, 1996
- Les beaux sentiments, roman, Orbe, 1998
- La Porte à côté, nouvelle, Lausanne, 1999 (Publication à l'occasion du centième anniversaire de l'Entreprise de Rham & Cie S.A.)
- Une Leçon de flûte avant de mourir, roman, Orbe, 2000 (Publication de 'La Porte à côté' pour le public chez Bernard Campiche Éditeur)
- Le Pays de Carole, roman, Orbe, 2002
- Ne pousse pas la rivière, roman, Orbe, 2006
- La Pêche à rôder, Orbe, Bernard Campiche éditeur, 2007
- La Cour des grands, roman, Orbe, Bernard Campiche Éditeur, 2010
- Passé sous silence, roman, Orbe, Bernard Campiche Éditeur, 2024

## Distinctions
- 1992 : Prix Bibliothèque pour tous
- 1993 : Prix Lipp Suisse, pour La griffe
- 1995 : Prix Rambert
- 1999 : Prix des auditeurs de la RTS pour Les Beaux Sentiments[1]

## Sources
- « Jacques-Étienne Bovard », sur la base de données des personnalités vaudoises sur la plateforme « Patrinum » de la Bibliothèque cantonale et universitaire de Lausanne.
- Bovard, Jacques-Étienne
- Jacques-Etienne Bovard dans Viceversa Littérature.
- A. Nicollier, H.-Ch. Dahlem, Dictionnaire des écrivains suisses d'expression française, vol. 1, p. 124-125
- Histoire de la littérature en Suisse romande, sous la dir. de R. Francillon, vol. 4, p. 436
- Jean-Louis Kuffer, "Entretien avec Jacques-Étienne Bovard" Le Passe-muraille, 1998, no 39, décembre, p. 12-13
- A D S - Autorinnen und Autoren der Schweiz - Autrices et Auteurs de Suisse - Autrici ed Autori della Svizzera